# Sidi Ishaq
Sidi Ishaq (franska: Sidi Ishaq (CR), Sidi Ishaq (Commune Rurale), arabiska: سيدي بولعلام) är en kommun i Marocko.   Den ligger i provinsen Essaouira och regionen Marrakech-Safi, i den norra delen av landet, 300 km sydväst om huvudstaden Rabat. Antalet invånare är 9 553.